# Wassila Lkhadiri
Wassila Lkhadri est une boxeuse française d’origine marocaine  née le 14 septembre 1995 à Ajaccio en Corse.

## Carrière sportive
En 2014, elle est sacrée championne de France amateur en moins de 54 kg (poids coqs) puis remporte la médaille de bronze aux championnats d'Europe amateur à Bucarest en moins de 51 kg (poids mouches). 
Elle est médaillée de bronze dans la catégorie des poids mouches aux championnats d'Europe amateur 2019 à Alcobendas.
Aux Championnats du monde féminins de boxe amateur 2023 à New Delhi, elle obtient la médaille de bronze dans la catégorie des moins de 50 kg.
Aux Jeux européens 2023, le 28 juin 2023, elle se qualifie pour les épreuves de boxe aux Jeux olympiques d'été de 2024.